# 1933 au Yukon
Chronologie du Yukon
- 1929
- 1930
- 1931
- 1932
- 1933
- 1934
- 1935
- 1936
- 1937

Cette page concerne des événements d'actualité qui se sont produits durant l'année 1933 dans le territoire canadien du Yukon.

## Politique
- Chef exécutif : George A. Jeckell
- Législature : 9e

## Naissances
- Don Branigan, maire de Whitehorse († 1999)
- 22 septembre : Donald Taylor (en), 1er président de l'Assemblée législative du Yukon et député territoriale du Lac Watson (1961-1985) († 7 octobre 2002)
- 10 octobre : Ione Christensen (en), première femme à être mairesse de Whitehorse, commissaire du Yukon et sénatrice de ce territoire